# Charles Berglund
Ralph Douglas Charles „Challe” Berglund (ur. 18 stycznia 1965 w Sztokholmie, Szwecja) – szwedzki hokeista, obecnie dyrektor generalny klubu Djurgårdens IF.

## Życiorys
Berglund w swoim życiu grał 12 sezonów wraz ze szwedzkim klubem hokejowym Djurgårdens IF. Pięć razy został szwedzkim mistrzem hokejowym (1989, 1990, 1991, 2000 i 2001). Wraz z zespołem został 4 razy obdarowany medalem podczas mistrzostw świata w hokeju na lodzie oraz w 1994 podczas zimowych igrzysk olimpijskich, kiedy to zdobył złoty medal.
W 2001 roku przestał być hokeistą, a zaczął być trenerem. Trenował takie kluby jak Djurgårdens IF, Timrå IK czy Modo Hockey. Po słabych wynikach klubu Djurgårdens IF w 2012 roku, postanowił, że zrezygnuje z posady trenera, przez co pozostał jedynie dyrektorem generalnym klubu, którym był już od dłuższego czasu.
Berglund pojawia się też jako komentator sportowy, głównie hokeja na lodzie, lecz zdarzało się, że pojawiał się jako komentator psich zaprzęgów.

## Kluby

### Kariera zawodnicza
- 1982–1984 - Djurgårdens IF (juniorzy)
- 1984-1986 - Huddinge IK
- 1986–1987 - Nacka HK
- 1987–1995 - Djurgårdens IF
- 1995–1997 - Kloten Flyers
- 1997-2001 - Djurgårdens IF

### Kariera trenerska
- 2004-2005 - Väsby IK
- 2005-2007 - Djurgårdens IF (asystent trenera)
- 2007-2010 - Timrå IK
- 2010-2011 - Modo Hockey
- 2012-obecnie - Djurgårdens IF (trener i/lub dyrektor generalny)